# 三遊亭萬都
三遊亭萬都（さんゆうてい まんと、1989年11月29日 - ）は、高知県四万十町出身で、落語協会所属の落語家。三遊亭萬窓門下の二ツ目。本名∶樋口 剛士。出囃子は『新土佐節』。

## 経歴
2008年4月に専修大学文学部入学。卒業後に、東京でホテルマンとして勤務。2018年4月に三遊亭萬窓に入門する、前座名「まんと」。
2024年5月下席より、入船亭扇ぱい改メ入船亭扇七、金原亭駒平とともに二ツ目に昇進し「三遊亭萬都」に改名した。

## 芸歴
- 2018年4月∶三遊亭萬窓に入門。
- 2019年10月∶前座となる。前座名「まんと」。
- 2024年5月∶二ツ目昇進。「萬都」と改名。